# رامون ترابال
رامون ترابال (انگلیسی: Ramón Trabal; ۲۰ سپتامبر ۱۹۰۳ – ۲۴ آوریل ۱۹۴۷) بازیکن فوتبال اهل اسپانیا بود که در پست هافبک بازی می‌کرد.
وی همچنین در تیم ملی فوتبال کاتالونیا بازی کرده‌است.
وی در مسابقات کشوری و بین‌المللی در مجموع برندهٔ ۱ مدال نقره شده‌است.